# Tousson
Tousson – miejscowość i gmina we Francji, w regionie Île-de-France, w departamencie Sekwana i Marna.
Według danych na rok 1990 gminę zamieszkiwały 334 osoby, a gęstość zaludnienia wynosiła 25 osób/km² (wśród 1287 gmin regionu Île-de-France Tousson plasuje się na 904. miejscu pod względem liczby ludności, natomiast pod względem powierzchni na miejscu 222.).